# Juan Diego Puerta López
Juan Diego Puerta López (Medellin- Colombia, 25 ottobre ...) è un regista colombiano, attivo in campo cinematografico e teatrale, che vive in Italia.

## Biografia
Nasce a La Estrella, Colombia. 
Studia nel suo paese teatro alla “Escuela Popular de Artes de Medellín” e danza contemporanea alla “Academia Superior de Artes de Bogotá” diretta dal maestro Alvaro Restrepo. Dal 1992 al 1994 fa parte dell'organico della compagnia Ex-Fanfarria Teatro, fondata da Jose Manuel Freidel, una delle più rappresentative del teatro d'avanguardia in Colombia. Partecipa alla creazione degli spettacoli: “La visita” diretto da Victor Viviescas, “Romance del Bacán y la Maleva” diretto da Fernando Zapata Abadia. Durante il 1995 è in tournée in Colombia, Stati Uniti e Italia con lo spettacolo “Aguirre, la espiral del guerrero” diretto da Federico Restrepo.
Nel 1996 si trasferisce a Roma. Frequenta il seminario di teatro presso L’Accademia Nazionale d’Arte Drammatica Silvio D’Amico diretto da Luigi Maria Musati. Inoltre ha lavorato con altre compagnie e registi.
Dal 1999 inizia un proprio percorso di teatro-danza mettendo in scena gli spettacoli: “Onoff” (1999), “Pretexto” (2001), “Phrenetic”(2003)
Nel 2005 debutta con lo spettacolo di teatro-danza “Carne” al Festival dei Due Mondi di Spoleto, riuscendo a colpire l'immaginario sia del pubblico che della critica.
Nel 2006 dirige lo spettacolo “Storie di Ordinaria Follia” di Petr Zelenka prodotto dal Festival “Quartiere dell'Arte” in coproduzione con "Outis" e il Centro Sperimentale di Cinematografia diretto da Giancarlo Giannini. Sempre nello stesso anno collabora con il Centro Sperimentale di Cinematografia, dirige lo spettacolo “Pretesti”  in occasione dell'estate Culturale della Colombia in Italia con la collaborazione della Regione Lazio, la Provincia di Roma, la Casa delle Letterature del Comune di Roma, l’Istituto Italo Latino Americano IILA.
Nel 2007 crea le coreografie per lo spettacolo “Il Suono del Distacco” diretto da Franco Rossi e con la partecipazione di Giovanni Lindo Ferretti. Nello stesso anno dirige lo spettacolo “Matrimoni” di Bepi Vigna al “Festival Fabbrica dell'Uomo 2007” prodotto dal Centro Nazionale di Drammaturgia Contemporanea Outis.
Nella stagione teatrale 2008/09 dirige lo spettacolo in prima mondiale “Il Sapore della Cenere” di Ariel Dorfman ispirato al libro di Kerry Kennedy “Speak truth to power” con la partecipazione straordinaria in video di Piera Degli Esposti, Enrico Lo Verso e Alessandro Preziosi, promosso dalla Robert F. Kennedy Foundation of Europe Onlus in coproduzione con Khora Teatro e il Museo d’Arte Contemporanea “Luigi Pecci” (Prato). Nello stesso 2008 dirige “On - il corpo ascolta la mente si spoglia", uno spettacolo performance multisensoriale con la partecipazione straordinaria di Piera Degli Esposti. In collaborazione con il Comune di Roma.
Nel 2010 crea le coreografie dello spettacolo “Dona Flor e i suoi due mariti” di Jorge Amado con Caterina Murino, Pietro Sermonti e Paolo Calabresi, tournée stagione 2009/10 e 2010/11.
Nel 2010 dirige lo spettacolo “La notte poco prima della foresta” (La nuit juste avant les forêts) di Bernard-Marie Koltès con Claudio Santamaria, musica originale di Giuliano Sangiorgi dei Negramaro, prodotto da Nuovo Teatro, tournée stagione 2009/2010 e 2010/2011.
Nel 2011 dirige lo spettacolo “Occidente Solitario” (The Lonesome West) Martin McDonagh con Claudio Santamaria, Filippo Nigro, Nicole Murgia e Massimo De Santis, tournée stagione 2011/2012 e stagione 2012/2013.
Nel 2012 dirige e realizza un video insieme al regista Andrés Arce Maldonado per la Lega del Filo d'Oro con Rosalinda Celentano e Simona Borioni.
Nel 2013 dirige lo spettacolo in prima nazionale “End of the rainbow” di Peter Quilter con Monica Guerritore, in cartellone nella stagione 2013/2014. Nello stesso anno fonda la Compagnia Teatrale Progetto JDPL, da lui diretta, con 22 giovani attori, con la quale ha diretto lo spettacolo “Domestica” e “City Park” di Luca De Bei.
Nel 2014 riceve il “Premio Internazionale Anna Magnani” come miglior regista teatrale anno 2014 durante la 71° Mostra internazionale d'arte cinematografica della Biennale di Venezia.
Nel 2014 all'interno della maratona di lettura di “Cent’anni di solitudine” di Gabriel García Márquez da lui curata, dirige anche un'intervista immaginaria allo stesso Garcia Marquez, interpretato da Massimo Dapporto. 
Nel 2015 viene scelto tra i 100 colombiani che si sono distinti per eccellenza nel mondo e che hanno ottenuto grande notorietà per il suo lavoro a livello internazionale, La cerimonia ha avuto luogo nella Casa de Nariño di Bogotà, alla presenza del Presidente della Colombia Juan Manuel Santos, che ha conferito la prestigiosa onorificenza.
Nel 2016 dirige in prima nazionale lo spettacolo musicale “Verdi Mood’s e le Donne” tratto liberamente dalla vita e musica del maestro Giuseppe Verdi, scritto da Gianni Guardigli con Maddalena Crippa e Cinzia Tedesco, per il Todi Festival.
Riprende il suo spettacolo su Judy Garland “End of the rainbow” di Peter Quilter, per aprire la stagione teatrale 2016/2017 del Teatro Sistina. Ha diretto in prima nazionale al Todi Festival 2017 lo spettacolo “Grisélidis: memorie di una prostituta” adattamento da Coraly Zahonero, dagli scritti e le interviste di Grisélidis Réal, in scena Serra Yılmaz e Stefano Cantini
Nel 2018 gli viene assegnato per il teatro il "Premio Fiuggi per lo Spettacolo-Europa alle Fonti 2018" premio dedicato al teatro, al cinema, alla musica, alla scenografia e alla danza.
Nel 2019 ha collaborato come co-regista per il film “Harmonie” nel cast Fernando Solórzano e Mauricio Cujar girato in Cartagena de Indias  in Colombia.  Nel 2020 Ha diretto un cortometraggio intitolato “Trentacinque- numero provvisorio-" in collaborazione con RAI Cinema Channel, distribuito in tanti festival internazionali, ha vinto miglior cortometraggio 2020 al Venice Film Week. H realizzato un documentario intitolato "Nacimos bailando" con il sostegno dell'Ambasciata di Colombia in Italia.
Nel 2023 ha diretto il film cortometraggio “Amaranta” scritto da Menotti, prodotto da Kama Productions e con il contributo della Calabria Film Commission. Dopo il successo del suo ultimo cortometraggio “Cinque Giorni" al Pigneto Film Festival, dove ha vinto sia il premio come Miglior Corto del 2024 che il Premio del Pubblico, il film cortometraggio viene scelto nelle proiezioni speciali del  Festival Alice nella Città 2024.

## Teatro
- Carne (2005)
- Storie di ordinaria follia (2006, di Petr Zelenka)
- Matrimoni (2007, di Bepi Vigna)
- Il sapore della cenere (2008, di Ariel Dorfman)
- Dona Flor e i suoi due mariti (2010, di Jorge Amado) Coreografia
- La notte poco prima della foresta (2010, di Bernard-Marie Koltès)
- Occidente solitario (2012, di Martin McDonagh)
- End of the rainbow (2013, Peter Quilter)
- Domestica (2013)
- Verdi Mood’s e le Donne (2016)
- Grisélidis: memorie di una prostituta (2017)

## Cinema
- Harmonie - film (2019)
- Trentacinque - cortometraggio  (2020)
- Nacimos bailando -  documentario (2022)
- Amaranta - Cortometraggio (2023)
- Cinque Giorni- Cortometraggio (2024)